# Meet Me in Las Vegas
Meet Me in Las Vegas (bra Viva Las Vegas) é um filme norte-americano de 1956, do gênero comédia musical, dirigido por Roy Rowland e estrelado por Dan Dailey e Cyd Charisse.
Um dos melhores filmes de Cyd Charisse, segundo Ken Wlaschin, Viva Las Vegas é notável pelas participações especiais de astros da época: Jerry Colonna, Paul Henreid, Lena Horne, Pier Angeli, Vic Damone, Frankie Lane, Peter Lorre, Sammy Davis, Jr. (voz apenas) etc. Um dos dançarinos é George Chakiris, que ficaria famoso anos depois, com West Side Story.

## Sinopse
Rancheiro rico, Chuck Rodwell tira férias em Las Vegas, acompanhado da mãe. Ao mesmo tempo, chega a bailarina Maria Corvier e sua dama de companhia, Sari Hatvany. Durante uma maratona nas roletas, Chuck conclui que Maria traz sorte e insiste que ela fique a seu lado todo o tempo. Eles se apaixonam, mas antes que tudo fique bem, têm de passar por diversas complicações e mal entendidos, regados a danças e duetos.

## Premiações
| Patrocinador                                  | Prêmio | Categoria                            | Situação |
| --------------------------------------------- | ------ | ------------------------------------ | -------- |
| Academia de Artes e Ciências Cinematográficas | Oscar  | Melhor Trilha Sonora (Filme Musical) | Indicado |

## Elenco
| Ator/Atriz          | Personagem    |
| ------------------- | ------------- |
| Dan Dailey          | Chuck Rodwell |
| Cyd Charisse        | Maria Corvier |
| Agnes Moorehead     | Mãe de Chuck  |
| Lili Darvas         | Sari Hatvany  |
| Jim Backus          | Tom Culdane   |
| Oskar Karlweis      | Lotzi         |
| Liliane Montevecchi | Lilli         |
| Kelly Donavan       | Cara Williams |
| George Chakiris     | Jovem Noivo   |
| Betty Lynn          | Jovem noiva   |